# Túnel da Conceição

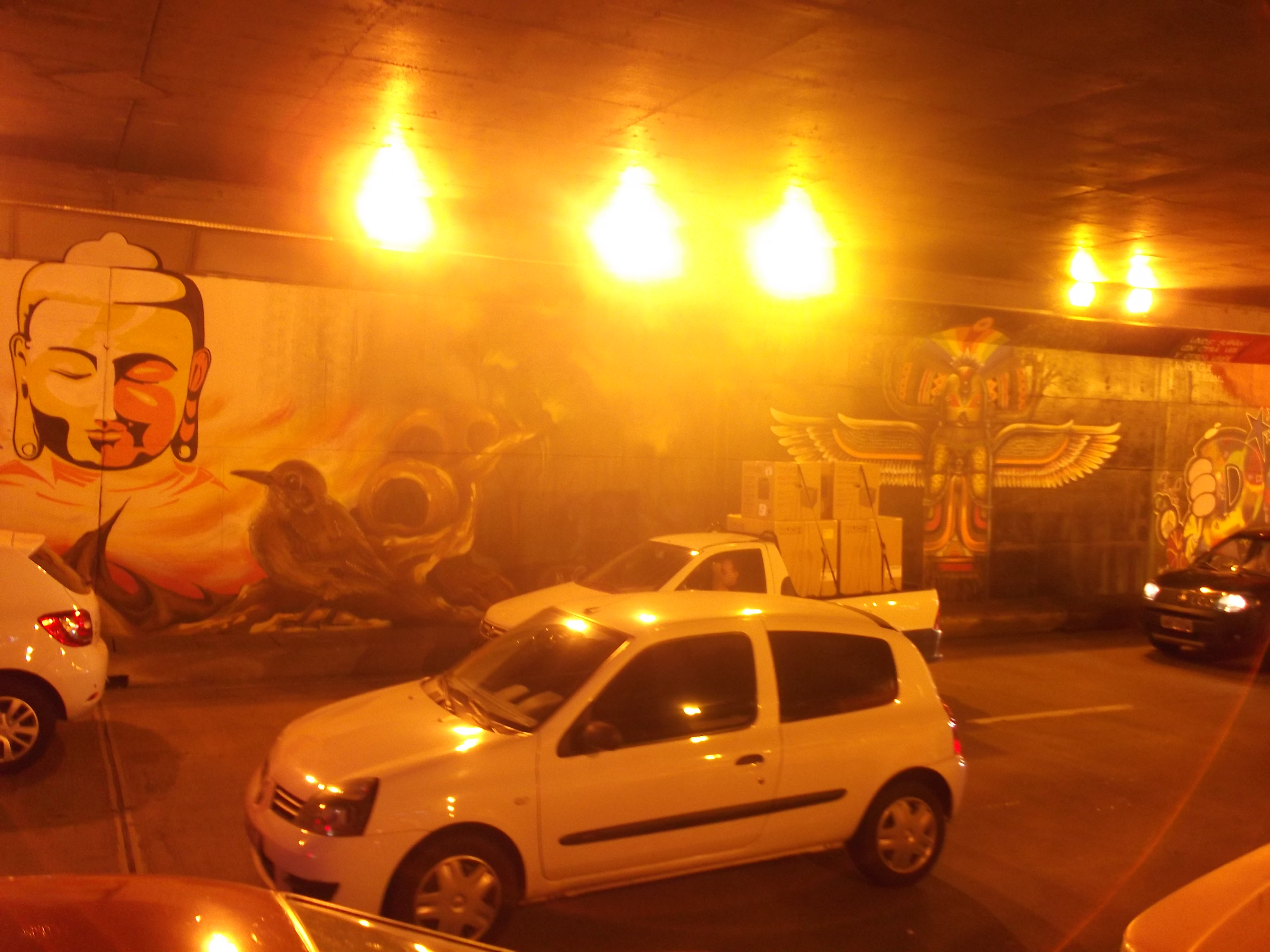
Interior do túnel da Conceição

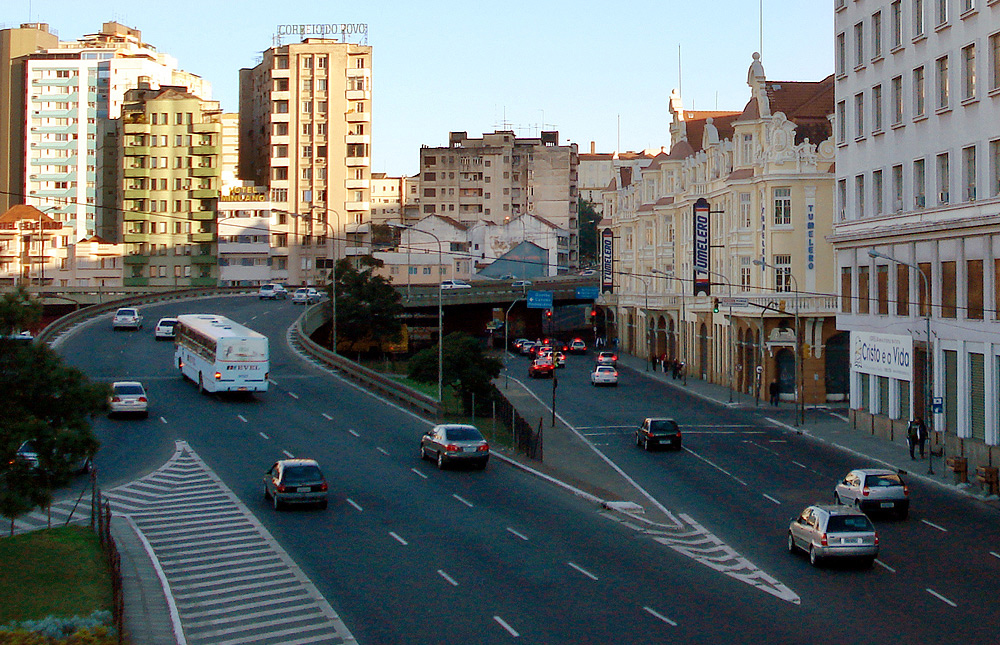
Túnel e elevada da Conceição

Túnel da Conceição é um túnel brasileiro localizado no centro da cidade de Porto Alegre, capital do estado do Rio Grande do Sul. É composto por um vão subterrâneo em cima de outro, um para cada sentido do trânsito.
As obras de construção do túnel da Conceição começaram em 1970, e integravam um conjunto de intervenções urbanas realizadas na gestão do prefeito Telmo Thompson Flores. Construído em concreto armado, o túnel foi concluído e entregue à população em 8 de agosto de 1972, para fazer a ligação entre a Elevada da Conceição e a Avenida Osvaldo Aranha. O complexo faz parte da I Perimetral.
É composto por dois ramos:
- Ramo A, no sentido centro-bairro, com 150 metros de comprimento e quatro faixas de rolamento de 3,50 metros cada
- Ramo B, no sentido bairro-centro, com 250 metros de comprimento e quatro faixas de rolamento de 3,50 metros cada

Tem altura limite de 4,30 m para a passagem de veículos altos.
Os principais elementos estruturais do túnel são as sapatas corridas da fundação, as paredes de contenção e as lajes nervuradas do piso intermediário e da cobertura. Como elementos secundários incluem-se os muros de contenção, os guarda-corpos de concreto e a estrutura da chaminé de ventilação.
O túnel da Conceição passou pela primeira reforma estrutural completa a partir de 9 de outubro de 2010. As obras representaram um investimento de 2,65 milhões de reais, com previsão de durar 18 meses, e integraram-se aos projetos de mobilidade urbana já visando a realização da Copa do Mundo de Futebol de 2014 em Porto Alegre.